# Schalthaus (Düren-Merken)

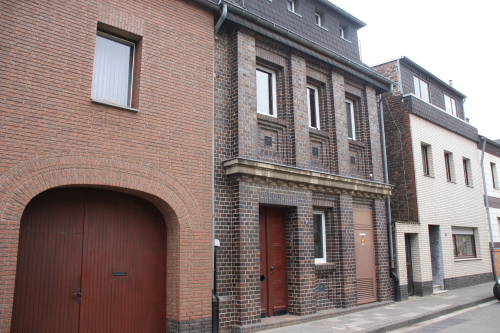
Das Gebäude

Das Schalthaus (Düren-Merken) befindet sich im Dürener Stadtteil Merken in Nordrhein-Westfalen in der Gertrudisstraße 9. 
Bei dem Schalthaus handelt es sich um einen zweigeschossigen, dreiachsigen expressionistischen Backsteinbau mit Lisenengliederung. Das Stockgesims ist aus Betonwerkstein hergestellt. Die Fassade zeigt quadratisch mehrfach abgestufte Brüstungsfelder mit Keramik-Ornamentstein. Das Satteldach hat eine nachträglich veränderte breite Dachgaube.
Das Bauwerk ist unter Nr. 11/010 in die Denkmalliste der Stadt Düren eingetragen.